# Diocesi di Ciudad del Este
La diocesi di Ciudad del Este (in latino Dioecesis Urbis Orientalis) è una sede della Chiesa cattolica in Paraguay suffraganea dell'arcidiocesi di Asunción. Nel 2024 contava 756.759 battezzati su 858.003 abitanti. È retta dal vescovo Pedro Collar Noguera.

## Territorio
La diocesi comprende il dipartimento paraguaiano dell'Alto Paraná e la parrocchia di Santa Teresa nel dipartimento di Caaguazú.
Sede vescovile è Ciudad del Este, dove si trova la cattedrale di San Biagio.
Il territorio si estende su 14.895 km² ed è suddiviso in 44 parrocchie.

## Storia
La prelatura territoriale dell'Alto Paraná fu eretta il 25 marzo 1968 con la bolla Nulla nos di papa Paolo VI, in seguito alla divisione della prelatura territoriale di Encarnación e dell'Alto Paraná, che diede origine anche alla prelatura territoriale di Encarnación (oggi diocesi).
Il 10 luglio 1993 la prelatura territoriale fu elevata a diocesi con la bolla Magna quidem di papa Giovanni Paolo II.
Il 3 febbraio 2001 la diocesi ha assunto il nome attuale.
Il 10 febbraio 2024 ha ceduto una porzione del suo territorio per l'erezione della diocesi di Canindeyú.

## Cronotassi dei vescovi
Si omettono i periodi di sede vacante non superiori ai 2 anni o non storicamente accertati.
- Francisco Cedzich, S.V.D. † (11 maggio 1968 - 23 dicembre 1971 deceduto)
- Augustín Van Aaken, S.V.D. † (25 luglio 1972 - 19 aprile 1990 ritirato)
- Eustaquio Pastor Cuquejo Verga, C.SS.R. † (19 aprile 1990 - 5 maggio 1992 nominato ordinario militare in Paraguay)
- Óscar Páez Garcete † (10 luglio 1993 - 5 febbraio 2000 dimesso)
- Ignacio Gogorza Izaguirre, S.C.I. di Béth. (3 febbraio 2001 - 12 luglio 2004 nominato vescovo di Encarnación)
- Rogelio Ricardo Livieres Plano † (12 luglio 2004 - 25 settembre 2014 sollevato)[2]
- Heinz Wilhelm Steckling, O.M.I. (15 novembre 2014 - 19 dicembre 2023 ritirato)
- Pedro Collar Noguera, dal 19 dicembre 2023

## Statistiche
La diocesi nel 2024 su una popolazione di 858.003 abitanti contava 756.759 battezzati, corrispondenti all'88,2% del totale.
| anno | popolazione | popolazione | popolazione | presbiteri | presbiteri | presbiteri | presbiteri                | diaconi | religiosi | religiosi | parrocchie |
| anno | battezzati  | totale      | %           | numero     | secolari   | regolari   | battezzati per presbitero | diaconi | uomini    | donne     | parrocchie |
| ---- | ----------- | ----------- | ----------- | ---------- | ---------- | ---------- | ------------------------- | ------- | --------- | --------- | ---------- |
| 1970 | 65.000      | 70.000      | 92,9        | 11         |            | 11         | 5.909                     |         | 11        | 16        | 7          |
| 1976 | 130.000     | 150.000     | 86,7        | 23         | 1          | 22         | 5.652                     |         | 27        | 20        | 9          |
| 1980 | 184.600     | 236.000     | 78,2        | 36         | 2          | 34         | 5.127                     |         | 44        | 47        | 21         |
| 1990 | 494.000     | 514.800     | 96,0        | 53         | 1          | 52         | 9.320                     | 1       | 58        | 96        | 30         |
| 1999 | 567.000     | 586.000     | 96,8        | 66         | 9          | 57         | 8.590                     |         | 66        | 120       | 31         |
| 2000 | 580.000     | 600.000     | 96,7        | 68         | 11         | 57         | 8.529                     |         | 66        | 120       | 31         |
| 2001 | 580.000     | 600.000     | 96,7        | 71         | 15         | 56         | 8.169                     |         | 56        | 120       | 34         |
| 2002 | 585.000     | 605.000     | 96,7        | 80         | 14         | 66         | 7.312                     |         | 66        | 110       | 35         |
| 2003 | 590.000     | 600.000     | 98,3        | 81         | 15         | 66         | 7.283                     |         | 66        | 120       | 35         |
| 2004 | 590.000     | 600.100     | 98,3        | 84         | 14         | 70         | 7.023                     |         | 100       | 122       | 36         |
| 2006 | 700.000     | 712.209     | 98,3        | 82         | 12         | 70         | 8.536                     |         | 82        | 125       | 38         |
| 2013 | 783.000     | 795.000     | 98,5        | 111        | 62         | 49         | 7.054                     | 1       | 74        | 124       | 47         |
| 2016 | 974.433     | 1.101.339   | 88,5        | 133        | 72         | 61         | 7.326                     | 2       | 110       | 170       | 51         |
| 2019 | 1.009.152   | 1.034.283   | 97,6        | 126        | 65         | 61         | 8.009                     | 2       | 119       | 202       | 51         |
| 2021 | 1.036.300   | 1.081.693   | 95,8        | 126        | 66         | 60         | 8.224                     |         | 118       | 204       | 50         |
| 2023 | 975.578     | 1.097.389   | 88,9        | 115        | 58         | 57         | 8.483                     | 1       | 115       | 199       | 51         |
| 2024 | 756.759     | 858.003     | 88,2        | 117        | 74         | 43         | 6.468                     | 2       | 28        | 68        | 44         |